# ميدودرين
ميدودرين (بالإنجليزية: Midodrine)‏ هو عامل قابض للأوعية / خافض للضغط (يرفع ضغط الدم). تمت الموافقة على ميدودرين في الولايات المتحدة من قبل إدارة الغذاء والدواء في عام 1996 لعلاج خلل الوظائف المستقلة وانخفاض ضغط الدم الانتصابي. في أغسطس 2010.
يستخدم الميدودرين عندما يكون المريض يعاني من هبوط الضغط الإنتصابي (الذي يحدث عند النهوض فجأة من وضعية الجلوس أو الإستلقاء إلى وضعية الوقوف). حيث ينشط هذا الدواء المستقبلات الموجودة في أصغر الشرايين والأوردة لزيادة ضغط الدم.